# Океан
 Тази статия е за водния басейн.  За митологичния герой вижте Океан (митология).  
Океан (от гръцки: Ωκεανός, бог Океан от древногръцката митология) е голям соленоводен басейн, основен елемент на хидросферата на планетата. Около 71% от повърхността на Земята (~3,61 X 1014 м2) е заета от Световния океан, непрекъснат воден басейн, обикновено подразделян на няколко основни океана и по-малки морета. Това са, в низходящ ред по площ, Тихият, Атлантическият океан, Индийският, Южният и Северният ледовит океан. Океаните са частично отделени един от друг от части на сушата – континенти или архипелази.
Океанът съдържа 97% от водата на Земята и океанографите заявяват, че по-малко от 5% от Световния океан е изследван. Общият обем е приблизително 1,35 милиарда кубически километра (320 милиона кубически мили).
Средната му дълбочина е близо 3700 метра (12 100 фута). Релефът на дъното на океана е сложен и разнообразен. Средната океанска соленост е около 35‰ (3,5%), като границите варират между 30 и 38‰.
Науката, която се занимава с изучаването на океаните, се нарича океанология.
Тъй като това е основният компонент на хидросферата на Земята, Световният океан е неразделна част от живота, представлява част от въглеродния цикъл и оказва влияние върху климата и метеорологичните условия. Океанът е дом на 230 000 познати животински вида, но тъй като голяма част от дълбините на океаните остават неизследвани, учените смятат, че е възможно да съществуват повече от два милиона различни морски животински вида. Произходът на океаните на Земята остава неизвестен, но се смята, че са се образували в периода хадей и са спомогнали за появата на живота на Земята.
Извънземните океани са съставени от вода или други химични елементи и съединения. Единствените потвърдени големи стабилни течни тела на повърхността са езерата на Титан, въпреки че съществуват доказателства за възможното съществуване на океани на други места в Слънчевата система. Съществува теория, че в началото на своите геоложки истории Марс и Венера са имали големи водни океани. Хипотезата твърди, че почти една трета от повърхността на Марс някога е била покрита с вода и че поради парников ефект световният океан на Венера се е изпарил. Съединения като соли и амоняк, разтворени във водата, понижават неговата точка на замръзване, така че водата може да съществува в големи количества в извънземни среди. Океанът на Европа се очаква да има над два пъти обема на водата на Земята. Гигантските планети на Слънчевата система също се смята, че имат течни атмосферни слоеве, които предстои да бъдат потвърдени. Океаните могат да съществуват и на екзопланети и екзолуни.

## Етимология
Името „океан“ идва от древногръцкото божество Океан – най-големият титан.

## Разделение на Световния океан
Световният океан се определя като световния обем на морска вода; основната част на хидросферата, съставяща 94,1% от цялата ѝ площ; непрекъснатата водна обвивка на Земята, обкръжаваща континентите и островите и отличаваща се със сроден солен състав. Континентите и големите архипелази разделят световния океан на отделни части (океани). Големите региони на океаните са известни като морета, заливи, проливи и т.н.
През 2000 г. Международната хидрографическа организация приема разделение на световния океан на пет океана:
- Тихи океан, който разделя Азия и Австралия от Северна Америка и Южна Америка.
- Атлантически океан, който разделя Северна Америка и Южна Америка от Европа и Африка.
- Индийски океан, който граничи на север с Азия и разделя Африка от Австралия.
- Южен океан, който заобикаля Антарктида и често се разглежда като южна област на Тихия, Атлантическия и Индийския океан.
- Северен ледовит океан, разположен на север от Северна Америка, Европа и Азия.

Тихият и Атлантическият океан се разделят по екватора на северна и южна част. По-малки области от океаните могат да бъдат наричани морета, заливи, протоци и други. Соленоводните басейни, несвързани със Световния океан, са езера, а не морета, макар че някои от тях носят това име (Каспийско море, Мъртво море и други).
От геоложка гледна точка океаните са области с океанска кора, покрита с вода. Океанската кора представлява пласт втвърден базалт, покриващ земната мантия, който е значително по-тънък и по-плътен от континенталната кора.

## Физически характеристики
Световният океан има площ 361 млн. км2 и обем 1,3 млрд. км3. Обемът на океана може да се представи като кубче вода със страна 1111 км. Средната дълбочина на Световния океан е 3790 м, а максималната достига 10 923 м (Марианската падина). Почти половината от водите на океана са дълбоки над 3000 м, а 66% от цялата земна повърхност представлява океан, дълбок повече от 200 м.
Хидросферата се състои от по-малко от 3% сладка вода и над 97% солена вода, главно океанска. Общата ѝ маса е около 1 400 000 000 000 000 000 тона, което прави около 0,023% от общата маса на Земята.

### Температура на водата
| Средна температура на океана | Средна температура на океана | Средна температура на океана | Средна температура на океана | Средна температура на океана | Средна температура на океана | Средна температура на океана | Средна температура на океана | Средна температура на океана |
| Дълбочина                    | 60° Север                    | 60° Север                    | Екватор                      | Екватор                      | Екватор                      | 60° Юг                       | 60° Юг                       | 60° Юг                       |
| ---------------------------- | ---------------------------- | ---------------------------- | ---------------------------- | ---------------------------- | ---------------------------- | ---------------------------- | ---------------------------- | ---------------------------- |
|                              | Атл.                         | Тихи                         | Атл.                         | Тихи                         | Инд.                         | Атл.                         | Тихи                         | Инд.                         |
| На повърхността              | 7°                           | 4°                           | 27°                          | 27°                          | 27°                          | 0,3°                         | 1°                           | 0,8°                         |
| -100 m                       | 10°                          | 3°                           | 21°                          | 25°                          | 23°                          | 0,1°                         | 1,9°                         | 0,6°                         |
| -500 m                       | 8°                           | 3,5°                         | 7°                           | 8°                           | 12°                          | 2,5°                         | 1,7°                         | 1,2°                         |
| -1.000 m                     | 6°                           | 3°                           | 4°                           | 4,5°                         | 6°                           | 0,9°                         | 2°                           | 1,5°                         |
| -3.000 m                     | 2°                           | 2°                           | 2,8°                         | 1,7°                         | 3°                           | 0,3°                         | 0,1°                         | 0,1°                         |

### Цвят на водата
Общо погрешно схващане е, че океаните са сини главно заради синия цвят на небето. Всъщност водата има много слаб син цвят, който може да се види само когато водата е в големи количества. Отражението на небето допринася за цвета на водата, но не е главната причина за синия цвят. Основната причина са червените фотони, които водните молекули поглъщат от светлината – единственият познат пример за цвят в природата, получен като резултат от вибрационна, а не електронна динамика.

## Части на океана
Океанолозите разделят океана на региони, в зависимост от физическите и биологичните условия на тези области. Пелагичната зона включва всички отворени райони на океана и може да бъде разделена по-нататък в региони, категоризирани по дълбочина и изобилието на светлина. Фотичната зона обхваща океаните от повърхността до 200 м в дълбочина. Това е регионът, където може да се осъществява фотосинтеза, затова там има най-голямо биологично разнообразие. Тъй като растенията са зависими от фотосинтезата, животът на по-дълбоко трябва или да разчита на материал, потънал отгоре (морски сняг), или да намери друг източник на енергия. Хидротермалните комини са основна възможност в афотичната зона (дълбочини над 200 м). Пелагичната част на фотичната зона е известна като епипелагична. Пелагичната част на афотичната зона може да бъде допълнително разделена на региони, които се поделят вертикално в зависимост от температурата.
Мезопелагичната зона е най-горният регион. Неговата най-ниска граница е металимнион от 12 °C, която в тропиците като цяло се намира на 700 – 1000 м дълбочина. Следва батипелагичната зона, разположена между 10 и 4 °C, обикновено между 700 – 1000 м и 2000 – 4000 м. Разположена по протежение на горната част на абисалната равнина е абисалпелагичната зона, чиято долна граница се намира на около 6000 м. Последната зона включва дълбините и е известна като хадалпелагична. Тя се намира между 6000 – 11 000 м и е най-дълбоката океанска зона.
Заедно с пелагичната и афотичната зони има и бентосни афотични зони. Те съответстват на трите най-дълбоки зони на дълбините. Батиалната зона обхваща континенталния склон на около 4000 м. Абисалната зона обхваща абисалната равнина между 4000 и 6000 м. На последно място, хадалната зона съответства на хадалпелагичната зона, който се намира в океанските дълбини.
Пелагичната зона може да бъде разделена на две подобласти: неритична зона и океанска зона. Неритичната обхваща масата на водата директно над континенталния шелф, а океанската зона включва всички напълно открити води. За разлика от тях крайбрежната зона обхваща района между най-ниската и най-високата точка на прилив и представлява преходната зона между морски и сухоземни условия. Тя е известна също като интертидална зона, защото това е област, в която нивото на прилива се отразява на условията на региона.

## Влияние върху климата
Океанските течения оказват голямо въздействие върху климата на Земята. Те пренасят топлинна енергия от тропиците до полярните региони, както и прехвърлят топъл или студен въздух и носят валежите в крайбрежните райони, където ветрове може да ги пренесат във вътрешността. Повърхностната топлина и сладководните потоци създават глобален плътностен градиент, който задвижва термохалинни течения като част от глобалната океанска циркулация. Те играят важна роля в доставянето на топлинна енергия за полярните региони и по този начин – в регулирането на морския лед. Смята се, че промените в термохалинната циркулация имат значително въздействие върху земната радиация. Освен че термохалинната циркулация управлява скоростта, с която дълбоките води достигат до повърхността, тя оказва значително влияние и върху атмосферните концентрации на въглероден диоксид.
Често се заявява, че термохалинното обращение е основната причина климатът в Западна Европа да е толкова умерен. Алтернативна хипотезата предполага, че това до голяма степен е неправилно и че Европа е топла най-вече защото се намира по посока на вятъра на океанския басейн и защото въздушните маси носят топъл въздух на север от субтропиците.
Едни от най-драматичните форми на времето се проявяват над океаните: тропически циклони (наричани също „тайфуни“ и „урагани“, в зависимост от района, където се формира системата).

## Кратка характеристика на океаните
Тихият океан е най-големият по площ и най-дълбок океан на Земята. Разположен е между материка Евразия и Австралия на запад, континентите Северна и Южна Америка на изток и Антарктида на юг. На север чрез Беринговия пролив се свързва с водите на Северния ледовит, а на юг – с Атлантическия и Индийския океани. Заема 49,5% от повърхността на Световния океан и вместява 53% от обема му. Тихият океан се простира приблизително на 15,8 хиляди километра от север на юг и на 19,5 хиляди километра от изток на запад. Площта му с моретата е 179,7 млн. км2, средната дълбочиина – 3984 м, обемът – 723,7 млн. км3 (без моретата тези данни са съответно: 165,2 млн. км2, 4282 м и 707,6 млн. км3). Най-голямата дълбочина на Тихия океан (и въобще на Световния океан) е 11 022 м, измерена в Марианската падина. През Тихия океан, по 180-ия меридиан, преминава линията за смяна на датите. Изучаването и усвояването на Тихия океан започват дълго преди появата на писмената история на човечеството. За плаване по океана са използвани джонки, катамарани и прости салове. Експедицията на сала от балсови трупи „Кон-Тики“ през 1947 г. под ръководството на норвежеца Тур Хейердал доказва възможността да се пресече Тихия океан в западна посока, от централната част на Южна Америка към островите на Полинезия. Китайски джонки извършват походи край бреговете на океана до Индийския океан (например седемте пътешествия на Чжън Хъ от 1405 до 1433 г.). В днешно време крайбрежието и островите на Тихия океан са усвоени и заселени крайно неравномерно. Най-големите центрове на промишленост са крайбрежието на САЩ (от района на Лос Анджелис до района на Сан Франциско) и крайбрежието на Япония и Южна Корея. Океанът има значителна роля в икономическия живот на Австралия и Нова Зеландия.
Атлантическият океан е вторият по големина океан на Земята след Тихия. Неговото име произлиза от името на титана Атлас (Атлант) от древногръцката митология или от легендарния остров Атлантида. Той се простира от субарктическите ширини до самата Антарктида.. Границата с Индийския океан преминава по меридиана на Иглен нос (20° и.д.) до крайбрежието на Антарктида (Земя на кралица Мод). Границата с Тихия океан преминава от нос Хорн по меридиана 68°04’ з. д. или по най-краткото разстояние от Южна Америка до Антарктическия полуостров през пролива Дрейк, от остров Осте до нос Щернек. Границата със Северния ледовит океан преминава от източния вход на Хъдсъновия проток, през пролива Дейвис и по крайбрежието на остров Гренландия до нос Брустър, през Датския пролив до нос Рейдинупюр на остров Исландия, по крайбрежието му до нос Херпир, после до Фарьорските острови, Шетландските острови и по 61° северна ширина до крайбрежието на Скандинавския полуостров. Площта на моретата, заливите и проливите на Атлантическия океан е 14,69 млн. км2 (16% от общата площ на Световния океан), обемът им е 29,47 млн. км³ (8,9%). Площта на океана е 91,6 млн. км2, от които около една четвърт се пада на вътрешноконтиненталните морета. Площта на крайбрежните морета е сравнително малка и не превишава 1% от общата площ на акваторията. Обемът на океана е 329,7 млн. км3, което е равно на 25% от обема на Световния океан. Средната дълбочина е 3736 м, най-голямата – 8742 м (падината Пуерто Рико). Средногодишната соленост на водите на океана е около 35‰. Атлантическият океан има силно насечена брегова линия с изразено разделение на регионалните акватории: морета и заливи.
Индийският океан е третият по размер океан на Земята, покриващ около 20% от водната ѝ повърхност. Индийският океан е разположен основно на юг от Тропика на рака, между Евразия на север, Африка на запад, Австралия на изток и Антарктида на юг.. Площта му е 76,17 млн. км2, обемът – 282,65 млн. км3. На север са бреговете на Азия, на запад – тези на Арабския полуостров и Африка, на изток – на Индокитай, Зондските острови и Австралия; на юг граничи с Южния океан. Границата с Атлантическия океан преминава по 20-ия меридиан източна дължина; а с Тихия – по 147-ия меридиан източна дължина. Най-северната точка на Индийския океан е на 30° северна ширина в Персийския залив. Ширината на океана е приблизително 10 000 км между южните точки на Австралия и Африка.
Северният ледовит океан е най-малкият по площ океан на Земята. Разположен е между Евразия и Северна Америка. Площта му е 14,75 млн. км2, тоест малко над 4% от цялата площ на Световния океан. Средната му дълбочина е 1225 м, водният му обем е 18,07 млн. км3. Северният ледовит океан е най-плитководният от всички океани, а най-голямата му дълбочина е 5527 м – в Гренландско море.

## Флора и фауна
На Тихия океан се пада повече от 50% от биомасата на Световния океан. Животът в океана е изобилен и разнообразен, особено в тропичните и субтропичните райони между бреговете на Азия и Австралия, където огромни територии са заети от коралови рифове и мангрови гори. Фитопланктонът в Тихия океан е съставен предимно от микроскопични едноклетъчни водорасли, наброяващи около 1300 вида. В тропиците са особено разпространени фукусовите, големите зелени и особено червените водорасли, които заедно с кораловите полипи образуват кораловите рифове.
Растителният свят на Атлантика се отличава с видово разнообразие. Във водите на океана доминира фитопланктон, състоящ се от динофлагелати и кремъчни водорасли. В разгара на сезонния им цъфтеж моретата край бреговете на полуостров Флорида се оцветяват в яркочервен цвет, а в един литър морска вода има десетки милиони едноклетъчни растения. Дънната флора е представена от кафяви (фукуси, ламинарии), зелени и червени водорасли и някои по-висши растения. В устията на реките расте морска трева, а в тропиците преобладават зелени (каулерпа, валония) и кафяви (саргасови) водорасли. За южните части на океана са характерни кафявите водорасли (фукус, лесония, електус). Животинският свят се отличава с голям брой видове, обитаващи само студения и умерения климатичен пояс и отсъстващи в тропиците – от по-големите това са китове, тюлени, морски котки и някои океански птици. В тропическите ширини има морски таралежи, коралови полипи, акули, риба-папагал и риба-хирург. Делфините също се срещат често в Атлантика, който е местообитание и на африканския ламантин и на най-големия бозайник на планетата – синия кит.
Флората и фауната на Индийския океан са изключително разнообразни. Тропическата област има подчертано изобилие на планктон. Особено силно присъстват едноклетъчните водорасли Триходесмиум (вид цианобактерия), поради които повърхността на водата е мътна и с променен цвят. Планктонът в Индийския океан се отличава с много светещи през нощта организми: перидинеи, някои видове медузи, гребенести, опашнохордови. Силно застъпени са ярко оцветените сифонофори, включително токсичните фазалии. В умерените и арктическите води на океана основните представители на планктона са от видовете копеподи, евфуазиди и диатомеи.
Сред представителите на рибите в Индийския океан са корифени, тунци, нототениеви и различни видове акули. Има морски костенурки, морски змии, от бозайниците – китоподобни (беззъби и сини китове, кашалоти, делфини, тюлени, морски слонове). Повечето китоподобни обитават умерените и субполярните области, където благодарение на интензивното размесване на теченията възникват благоприятни условия за развитието на планктонните организми. Растителният свят на Индийския океан е представен от кафяви (саргасови, турбинарии) и зелени водорасли (каулерна). Често се срещат литотамнии и халимеда, които участват заедно с коралите в изграждането на кораловите рифове. Типични за крайбрежните зони на Индийския океан са фитоценозите, образувани в мангровите гори. За водите на умерените и крайантарктическите области най-характерни са червените и кафявите водорасли от групата на фукусите и ламинариевите, порфир и хелидиум. Във водите на полярните области се срещат гигантски макроцистиси.
Причината за по-бедния органичен свят на Северния ледовит океан в сравнение с другите океани са суровите климатични условия. Единствените изключения са Северноевропейският басейн, Баренцово и Бяло море с богатите си флора и фауна. Флората на океана е представена предимно от ламинарии, фукуси, анфелция, а в Бяло море – също и морска трева. Дънната фауна е крайно бедна в източната част на Арктика, особено в централната част на басейна на Арктическия басейн. В Северния ледовит океан има над 150 вида риби, сред които херинга, треска, сьомга, скорпенови, камбала и други. Морските птици в Арктика са предимно на колонии и обитават бреговете. Бозайниците са представени от тюлени, моржове, белуга, китове (предимно Balaenoptera и [[[гренландски кит]]) нарвали. На островите има леминги, а по ледената шапка се срещат полярна лисица и северен елен. За представител на фауната на океана също трябва да се смята и бялата мечка, чийто живот е свързан с плаващите, дрейфуващите и крайбрежните ледове. Повечето животни и птици през цялата година (някои само през зимата) имат бял или много светъл цвят.

## Океани извън Земята
Въпреки че Земята е единствената известна планета с големи стабилни водоеми от течна вода на повърхността си и единствената в Слънчевата система, се смята, че други небесни тела също имат големи океани.

### Планети
Смята се, че на газовите гиганти Юпитер и Сатурн липсва повърхност и вместо това те имат има слой от течен водород, но планетарната им геология не е добре проучена. Възможността за съществуването на гореща, силно компресирана вода на плътните атмосфери на ледените гиганти Уран и Нептун е хипотеза. Въпреки че съставът им все още не е напълно изяснен, проучване на Викторовиц и Ингерсол от 2006 г. изключва възможността от съществуването на подобен воден „океан“ на Нептун, въпреки че някои проучвания сочат, че е възможно наличието на екзотични океани от течен диамант.
Хипотезата за наличието на вода на Марс предполага, че почти една трета от повърхността на планетата някога е бил покрита с вода, но в днешно време тя вече не е под формата на океан, а голяма част от нея се съдържа в марсианските полярни ледени шапки. Възможността продължава да се проучва, заедно с причините за изчезването ѝ.